# Creatinekinase-iso-enzymen
Creatinekinase oftewel CK is een dimeer en bestaat uit twee typen; muscle (M) en brain (B). Zo kan er BB, MB en MM gevormd worden en dit zijn de 3 isovormen van CK, de creatinekinase-iso-enzymen. Tevens bestaat er mitochondriaal CK. Skeletspieren bevatten voor 95% de MM vorm en hartspieren bevatten voor ongeveer 80% de MM vorm, terwijl hersenen voornamelijk de BB vorm bevatten. De bepaling van CK-iso-enzymen werd in het verleden vaker aangevraagd bij onbegrepen verhoogde CK waarden, echter geen van de CK-iso-enzymen is weefselspecifiek.

## Diagnostiek
- Verhoogd CK-MB bij hartinfarct.
- Verhoogd CK-MB bij myocarditis, endocarditis, pericarditis.
- Verhoogd CK-MB bij rechtsdecompensatie
- Verhoogd CK-MM bij spieraandoeningen
- Verhoogd CK-BB bij hersenaandoeningen en bij sommige tumoren

## Bepaling
Er kan gebruik worden gemaakt van elektroforetische, chromatografische, immuuninhibitieen immunoassay technieken. Bij niet verhoogde totale CK waarden is de verhouding als volgt; MM: >95%, MB: <5% en BB komt nauwelijks voor in de circulatie.
De bepaling van CK-iso-enzymen wordt nauwelijks meer aangevraagd. Voor de diagnostiek van hartschade wordt met name troponine aangevraagd en voor de diagnostiek van spierschade is myoglobine het meest specifiek. Het eiwit S100 is een specifiekere marker voor hersenschade ten opzichte van CK-BB.

## Opmerkingen
Een complex van CK-BB met een immunoglobuline of een complex van CK-MM met IgA kan worden gevormd en dit wordt een macro-CK complex genoemd. Deze complexen zijn klinisch niet relevant. Indien er macro-complexen ontstaan uit oligomeren van mitochondrieel CK kan dit duiden op maligniteiten of leverziekten. Deze complexen zijn dus wel klinisch relevant.